# Релва
Релва (порт. Relva) — район (фрегезия) в Португалии, входит в округ Азорские острова. Расположен на острове Сан-Мигел. Является составной частью муниципалитета Понта-Делгада. Население составляет 2703 человека на 2001 год. Занимает площадь 10,98 км².
Покровителем района считается Дева Мария (порт. Nossa Senhora das Neves).